# Cei Șapte Înțelepți ai Greciei Antice

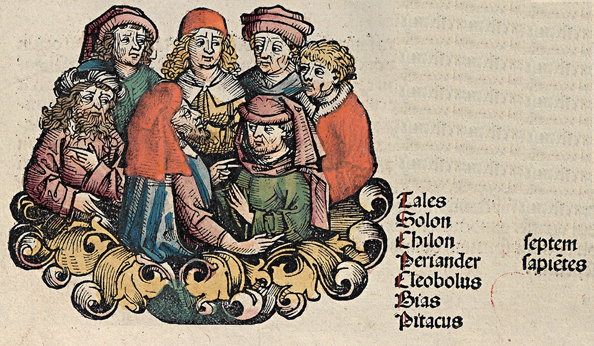
Cei şapte înţelepţi reprezentaţi în Cronica de la Nürnberg

Cei Șapte Înțelepți ai Greciei Antice (în greacă: οἱ ἑπτὰ σοφοί, hoi hepta sophoi) reprezintă un titlu atribuit în Grecia antică unor filozofi, oameni de stat și legislatori din perioada 620 - 550 î.Hr., renumiți prin impactul asupra civilizației universale.
Numărul șapte era considerat ca având proprietăți miraculoase și se întâlnește și în denumiri ca: Cei șapte contra Tebei sau Cele șapte minuni ale lumii.
Fiecărui înțelept i se atribuie câte un aforism.
| Personalitatea        | Perioada                 | Regiunea | Ocupația                 | Aforism                                 |
| --------------------- | ------------------------ | -------- | ------------------------ | --------------------------------------- |
| Cleobulus din Lindos  | c. 600 î.Hr.             | Lindos   | tiran al regiunii        | „Moderația este cel mai bun lucru.”     |
| Solon                 | c. 638 – 558 î.Hr.       | Atena    | legislator și reformator | „Fii moderat în toate.”                 |
| Chilon din Sparta     | secolul al VI-lea î.Hr.  | Sparta   | om politic               | „Nu dori ceea ce este cu neputință.”    |
| Bias din Priene       | secolul al VI-lea î.Hr.  | Priene   | om politic și legislator | „Cei mai mulți oameni sunt răi.”        |
| Thales din Milet      | c. 640 – 550 î.Hr.       | Milet    | om de știință, filozof   | „Cunoaște-te pe tine însuți!”           |
| Pittacos din Mytilene | c. 640 – 568 î.Hr.       | Lesbos   | guvernator al insulei    | „Ar trebui să știi ce ocazii să alegi.” |
| Periandru din Corint  | secolul al VII-lea î.Hr. | Corint   | tiran al regiunii        | „Perseverența este totul.”              |